# Gustav Fechner
Gustav Theodor Fechner (født 19. april 1801, død 18. november 1887) var en tysk psykolog, fysiker og naturfilosof, der var en tidlig pioner indenfor eksperimentel psykologi og grundlægger af psykofysik, han inspirerede mange af det 20. århundredes videnskabsfolk og filosoffer. Han er mest kendt for at have demonstreret den ikke-lineære relation mellem psykologisk følelse og den fysiske intensitet af en stimulus via formlen: "S = K Log  I", der blev kendt som Fechners lov.

## Barndom og videnskabelig karriere
Fechner var født i Groß Särchen, nær Muskau, i Nedre Lautzen, hvor hans far var præst. Han blev student fra latinskolen i Sorau. I 1817 begyndte han at studere medicin ved Medizinisch-Chirurgische Akademie i Dresden, men skiftede i 1818 til Leipzig Universitet. Fechner boede resten af sit liv i Leipzig og indledte en vdenskabelig karriere ved byens universitet, hvor han i 1828 blev udnævnt til temporær professor i fysik. I 1834 fik han et ordinært professorat, men blev i 1839 ramt af en øjensygdom, mens han studerede fænomenet farve og visuel opfattelse og måtte opsige sin stilling. Efter at være kommet sig slog han sig på studiet af sindet og dets forhold til kroppen og gav offentlige forelæsninger om emner fra sine bøger om dette område.

## Bidrag til videnskaben
Gustav Fechner offentliggjorde kemiske og fysiske skrifter, og oversatte kemiske værker af Jean-Baptiste Biot og Louis Jacques Thénard fra fransk. Fechners epokegørende værk var hans Elemente der Psychophysik (1860). Han tog udgangspunkt i monismen og troede, at kropslige fakta og bevidste fakta er forskellige sider af samme virkelighed. Hans originalitet ligger i forsøget på at opdage et nøjagtig matematisk forhold mellem dem. Det mest berømte resultat af hans undersøgelser er kendt som Fechners lov, der kan udtrykkes således:
"For at intensiteten af en følelse kan stige i aritmetisk progression, skal stimulus stige i geometrisk progression".
Selv om den kun holder inden for visse grænser, har loven vist sig at være utrolig praktisk. Fechners lov indebærer, at fornemmelser er en logaritmisk funktion af fysisk intensitet, hvilket er umuligt på grund af logaritmens singularitet ved nul, og derfor foreslog Stanley Smith Stevens i 1961 en mere matematisk plausibel lovrelation mellem fornemmelse og intensitet i hans berømte Stevens kraftlov i et skrift med titlen "At ære Fechner og ophæve hans lov".
Fechners generelle formel for at komme frem til antallet af enheder i hver følelse er S = c logaritmen af R, hvor S står for følelse,R for stimulus numerisk estimeret, og c for en konstant, som skal særskilt bestemmes ved forsøg i hvert enkelt rækkefølges sensibilitet. Fechners argumentation er blevet kritiseret med den begrundelse, at selv om stimuli er sammensat, er opfattelsen af dem ikke. "Hver følelse" siger William James, "præsenterer sig som en udelelig enhed. Og det er helt umuligt at læse nogen klar mening ind i den forestilling, at der er masser af kombinerede enheder".

### Fechners farveeffekt
I 1838 studerede han også den stadig mystiske perceptuelle illusion af, hvad der stadig kaldes Fechners farveeffekt, hvor farverne er set i et bevægeligt mønster af sort og hvidt. Den engelske journalist og amatørvidenskabsmand Charles Benham gjorde det muligt i 1894 at lære af effekten gennem opfindelsen af en snurretop, der bærer hans navn: Benhams top. Hvorvidt Fechner og Benham nogensinde faktisk mødtes ansigt til ansigt er ikke kendt.

### Median
Fechner introducerede medianen i den formelle analyse af data, som beskrevet i John Maynard Keynes: En afhandling om sandsynligheden (1921).

## Kunstner
Udover sit videnskabelige arbejde skrev Fechner også digte og humoristiske teaterstykker, såsom Vergleichende Anatomie der Engel (1825), som dramatiker skrev han under pseudonymet "Dr. Mises". Disse kunstneriske værker afspejler en anden mere munter og sprælsk side af hans karakter.

## Indflydelse
Fechner er sammen med Wilhelm Wundt og Hermann von Helmholtz anerkendt som grundlæggerne af moderne eksperimentel psykologi. Hans tydeligste bidrag var demonstrationen af, at fordi sindet var modtagelig for måling og matematisk behandling, havde psykologi potentiale til at blive en kvantitativt baseret videnskab. Teoretikere som filosoffen Immanuel Kant havde længe udtalt, at dette var umuligt, og at en videnskab om psykologi derfor også var umulig.
Selvom han havde en enorm indflydelse på psykofysik, var de faktiske tilhængere af hans almene naturfilosofi få. Ernst Mach var inspireret af hans arbejde med psykofysik. William James var også en beundrer af hans arbejde: i 1904, skrev han en beundrende introduktion til den engelske oversættelse af Fechners »Büchlein vom Leben nach dem Tode.
Fechners verdenskoncept var yderst animistiske. Han følte spændingen ved livet overalt, i planter, jord, stjerner og det samlede univers. Mennesket står midtvejs mellem sjæle af planter og sjælene af stjerner, der er engle. Gud, universets sjæl, skal opfattes som havende en eksistens analogt med mennesker. Naturlove er blot former for udfoldelsen af Guds fuldkommenhed. I sine alderdomsværker er Fechner stadig fuld af håb, men kontrasterer det glædelige "dagslyssyn" på verden med materialismens døde, kedelige "natsyn". 
Fechners arbejde indenfor æstetik er også vigtigt. Han udførte en række eksperimenter for at vise, at visse abstrakte former og proportioner er naturligt glædelige for vores sanser, og gav nogle nye illustrationer af bearbejdning af æstetiske forbindelser. Charles Hartshorne så ham som en forgænger til sin og Alfred North Whiteheads filosofi og beklagede, at Fechners filosofiske arbejde var blevet forsømt i så lang tid. Hartshorne udtalte også, at William James undlod at yde retfærdighed til de teologiske aspekter af Fechners arbejde. Hartshorne oplevede også ligheder med arbejdet hos Fechners samtidige Jules Lequier. 
Fechner position i forhold til sine forgængere og jævnaldrende er ikke skarpt defineret. Han var langt fra tilhænger af Friedrich Wilhelm Joseph Schelling, men lærte meget af Benedict de Spinoza, Gottfried Wilhelm Leibniz, Johann Friedrich Herbart, Arthur Schopenhauer og Christian Hermann Weisse, mens han decideret afviste Georg Wilhelm Friedrich Hegel og Rudolf Hermann Lotzes monadeisme.

## Biografi
- Praemissae ad theoriam organismi generalem (1823).
- (Dr. Mises) Stapelia mixta (1824). Google (Harvard)
- Resultate der bis jetzt unternommenen Pflanzenanalysen (1829). Google (Stanford)
- Maassbestimmungen über die galvanische Kette (1831).
- (Dr. Mises) Schutzmittel für die Cholera (1832). Google (Harvard) — Google (UWisc)
- Repertorium der Experimentalphysik (1832), 3 bind
  - Volume 1. Google (NYPL) — Google (Oxford)
  - Volume 2. Google (NYPL) — Google (Oxford)
  - Volume 3. Google (NYPL) — Google (Oxford)
- Das Hauslexicon. Vollständiges Handbuch praktischer Lebenskenntnisse für alle Stände (redaktør) (1834–38), 8 bind
- Das Büchlein vom Leben nach dem Tode (1836). 6th ed., 1906. Google (Harvard) — Google (NYPL)
- (Dr. Mises) Gedichte (1841). Google (Oxford)
- Ueber das höchste Gut (1846). Google (Stanford)
- (Dr. Mises) Nanna oder über das Seelenleben der Pflanzen (1848). 2. udg., 1899. 3rd ed., 1903. Google (UMich) 4th ed., 1908. Google (Harvard)
- Zend-Avesta oder über die Dinge des Himmels und des Jenseits (1851). 3 bind 3rd ed., 1906. Google (Harvard)
- Ueber die physikalische und philosophische Atomenlehre (1855). 2nd ed., 1864. Google (Stanford)
- Professor Schleiden und der Mond (1856). Google (UMich)
- Elemente der Psychophysik (1860), 2 bind Volume 1. Google (ULausanne) Volume 2. Google (NYPL)
- Ueber die Seelenfrage (1861). Google (NYPL) — Google (UCal) — Google (UMich) 2nd ed., 1907. Google (Harvard)
- Die drei Motive und Gründe des Glaubens (1863). Google (Harvard) — Google (NYPL)
- Einige Ideen zur Schöpfungs- und Entwickelungsgeschichte der Organismen (1873). Google (UMich)
- (Dr. Mises) Kleine Schriften (1875). Google (UMich)
- Erinnerungen an die letzen Tage der Odlehre und ihres Urhebers (1876). Google (Harvard)
- Vorschule der Aesthetik (1876), 2 bind Google (Harvard)
- In Sachen der Psychophysik (1877). Google (Stanford)
- Die Tagesansicht gegenüber der Nachtansicht (1879). Google (Oxford) 2nd ed., 1904. Google (Stanford)
- Revision der Hauptpuncte der Psychophysik (1882). Google (Harvard)
- Kollektivmasslehre (1897). Google (NYPL)